# Vesteri Länsimäki
Vesteri Leander Länsimäki, född Vester Leander Wersterback 1895 i Bötom, död 1972 i Lake Worth, Florida, var en amerikafinländsk dragspelare och dragspelstillverkare.
Både Vesteri och brodern Kalle var dragspelare och de emigrerade som unga till Kanada, varifrån Vesteri fortsatte till USA, där han blev en känd dragspelare och dragspelstillverkare. På 1920-talet antog han namnet Leo Hill, under vilket han gjorde han sex skivinspelningar i New York tillsammans med banjoisten Eugenio Cibelli 1930.

## Skivinspelningar

### 5.3. 1930
- Kulkurin kaiho
- Lämäskäpolkka

### 18.3. 1930
- Väärä ja kiero viitonen
- Haaskin sottiisi
- Muisto
- Rukkaset